# Marathon van Honolulu 2006

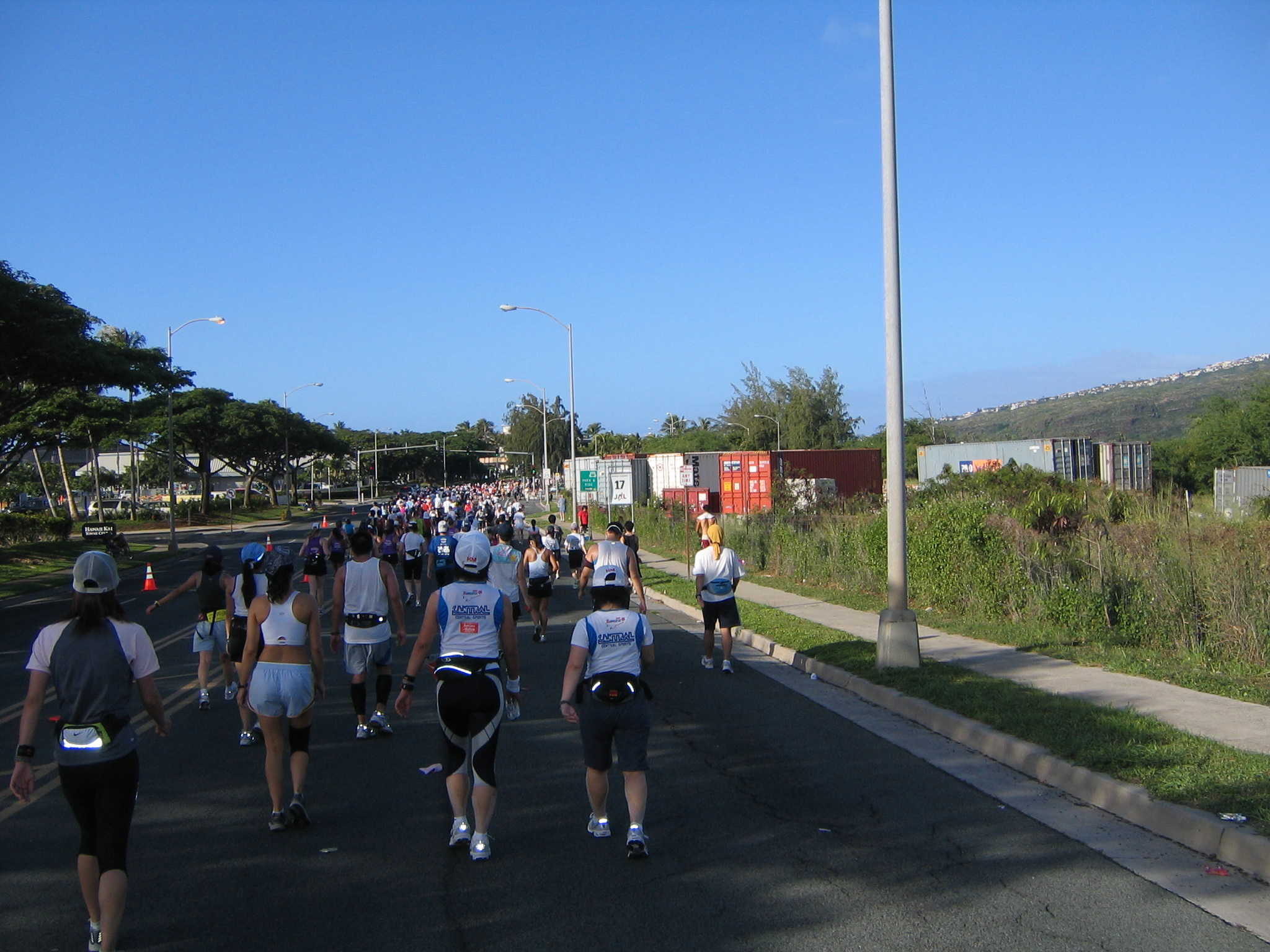
Tijdens de wedstrijd in 2006

De marathon van Honolulu 2006 vond plaats op 10 december 2006 in Honolulu. Het was de 34e editie van deze marathon. 
Bij de mannen won de Ethiopiër Ambesse Tolossa in 2:13.42 en bij de vrouwen was de Russin Ljoebov Denisova de snelste in 2:27.19 (een parcoursrecord).

## Uitslagen

### Mannen
| rang   | naam            | land | tijd    |
| ------ | --------------- | ---- | ------- |
| Goud   | Ambesse Tolossa | ETH  | 2:13.42 |
| Zilver | Jimmy Muindi    | KEN  | 2:14.39 |
| Brons  | Erick Wainaina  | KEN  | 2:16.08 |
| 4      | Araya Haregot   | ETH  | 2:16.59 |
| 5      | Eric Nzioka     | KEN  | 2:17.10 |
| 6      | Takanori Fujii  | JPN  | 2:25.13 |
| 7      | Nicholas Mutuku | KEN  | 2:25.26 |
| 8      | Kebede Tekeste  | ETH  | 2:26.16 |
| 9      | Makoto Yukitomo | JPN  | 2:29.30 |

### Vrouwen
| rang   | naam                 | land | tijd    |
| ------ | -------------------- | ---- | ------- |
| Goud   | Ljoebov Denisova     | RUS  | 2:27.19 |
| Zilver | Alevtina Biktimirova | RUS  | 2:29.42 |
| Brons  | Eri Hayakawa         | JPN  | 2:32.31 |
| 4      | Alesya Nurgalyeva    | RUS  | 2:36.02 |
| 5      | Albina Mayorova      | RUS  | 2:39.44 |
| 6      | Elena Nurgalyeva     | RUS  | 2:41.15 |
| 7      | Namiko Yamamoto      | JPN  | 2:49.44 |
| 8      | Rika Umeyama         | JPN  | 2:50.23 |

1973 ·
1974 ·
1975 ·
1976 ·
1977 ·
1978 ·
1979 ·
1980 ·
1981 ·
1982 ·
1983 ·
1984 ·
1985 ·
1986 ·
1987 ·
1988 ·
1989 ·
1990 ·
1991 ·
1992 ·
1993 ·
1994 ·
1995 ·
1996 ·
1997 ·
1998 ·
1999 ·
2000 ·
2001 ·
2002 ·
2003 ·
2004 ·
2005 ·
2006 ·
2007 ·
2008 ·
2009 ·
2010 ·
2011 · 
2012 · 
2013 ·  
2014 ·  
2015 ·  
2016 ·  
2017